# Jiří Štancl (ur. 1975)
Jiří Štancl, także George Štancl (ur. 19 sierpnia 1975 w Pradze) – czeski żużlowiec.

## Życiorys

### Kariera sportowa
Złoty medalista młodzieżowych indywidualnych mistrzostw Czech (1993). Srebrny medalista indywidualnych mistrzostw Czech (Slaný 1998). Brązowy medalista mistrzostw Czech par klubowych (2006). Dwukrotny złoty medalista drużynowych mistrzostw Czech (2005, 2006).
Trzykrotny finalista indywidualnych mistrzostw świata juniorów (Elgane 1994 – VII miejsce, Tampere 1995 – IX miejsce, Olching 1996 – VIII miejsce). Uczestnik eliminacji indywidualnych mistrzostw świata oraz eliminacji do cyklu Grand Prix IMŚ.
Startował w ligach czeskiej, niemieckiej, szwedzkiej, brytyjskiej – w barwach klubów z Sheffield (1994, 1995), Bradford (1994), Reading (1994), Wolverhampton (1996–1999, 2005), Coventry (2000), Glasgow (2002–2005, 2007), Belle Vue (2004), Poole (2004), Arena Essex (2004), Ipswich (2005), Newcastle (2006, 2008) i Edynburga (2007) – oraz polskiej – w barwach klubów Wybrzeże Gdańsk (1993–1994) i Polonia Bydgoszcz (1995).

### Życie prywatne
Syn Jiříego Štancla i wnuk Jiříego Štancla, również żużlowców.